# На мить озирнутися...
«На мить озирнутися…» — радянський двосерійний телефільм 1984 року, знятий режисером В'ячеславом Колегаєвим на Одеській кіностудії за мотивами творів Бориса Житкова і Корнія Чуковського.

## Сюжет
Присвячений життю і творчості письменників Бориса Житкова s Корнія Чуковського.

## У ролях
- Віктор Проскурін — Борис Степанович Житков
- Костянтин Ремперт  — Борис Житков в дитинстві
- Олег Єфремов — Корній Іванович Чуковський
- Павло Трухачов  — Корній Чуковський в дитинстві
- Давид Гіоргобіані — Хосе Марія Гомес, матрос, тореро з Іспанії
- Юрій Медведєв — Опанас Іванович
- Анатолій Хостікоєв — Спирка, матрос
- Анатолій Скорякін — Яшка, матрос
- Олексій Сафонов — капітан
- Ольга Матешко — Тетяна Павлівна
- Юрій Дубровін — вчитель
- Анатолій Овчаренко — епізод
- Лідія Чащина — епізод
- Борис Астанков — Борис Васильович
- Раїса Петрова — епізод
- Сергій Зінченко  — епізод
- І. Кример — епізод
- Франческа Перепльотчикова — епізод
- М. Маринський — епізод
- Євген Бубер — епізод
- Борис Молодан — Павло Михайлович
- Зоя Буряк — Маланка
- Віктор Козачук — епізод
- Тамара Алексєєва  — епізод
- В'ячеслав Колегаєв — епізод

## Знімальна група
- Автор сценарію: Галина Губачова
- Режисер-постановник: В'ячеслав Колегаєв
- Оператор-постановник: Микола Ільчук
- Художник-постановник: Лариса Токарєва
- Композитор: Марк Мінков
- Пісня на вірші Вадима Шефнера
- Художник по костюмах: А. Петрова
- Художник-гример: Л. Брашеван
- Звукооператор: Ігор Рябінін
- Режисер монтажу: О. Федоренко
- Режисер: Т. Каневська
- Оператор: А. Мосієнко
- Комбіновані зйомки: оператор — А. Сидоров, художник — Олексій Бокатов
- Оркестр Держкіно СРСР, диригент — В.М. Васильєв
- Редактори: Олена Марценюк, Євгенія Рудих
- Музичний редактор: Олена Вітухіна
- Директори картини: Н. Вітвінова, А. Сердюков